# Leucothyreus pygmaeus
Leucothyreus pygmaeus är en skalbaggsart som beskrevs av Ohaus 1926. Leucothyreus pygmaeus ingår i släktet Leucothyreus och familjen Rutelidae. Inga underarter finns listade i Catalogue of Life.